# Verrerie Saint-Martin
La Verrerie Saint-Martin est fondée en 1852 par M. Henry Delhay, Jacques-Joseph Boucqiaux et Constant Lemaire sur Aniche dans le Nord. À son décès, son comptable M. Delille reprend l'exploitation. Sovirel y produira du Pyrex jusqu'en 1996. En 2015, c'est une friche industrielle.

## Verrerie Saint-Martin

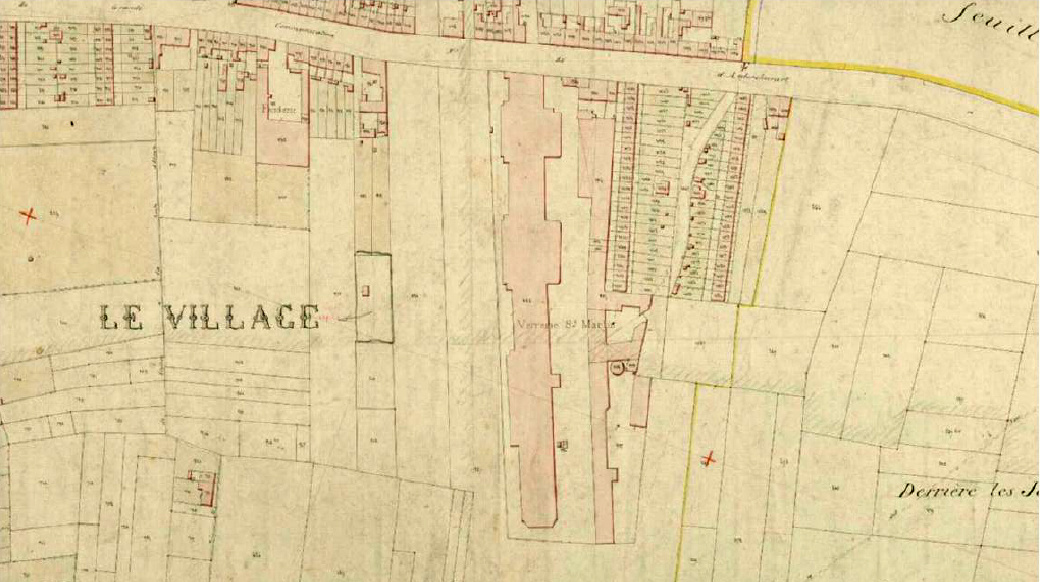
Verrerie Saint-Martin Plan cadastral de 1873

La verrerie Saint-Martin fut fondée en 1852 par MM. Henry Delhay & Cie. M. Henry Charles Albert Delhay;commissaire-priseur, natif de Cuincy en fut directeur gérant jusqu'au 26 décembre 1866, date de son décès à quarante sept ans.
Les autres associés fondateurs sont Constant Lemaire; Maître-briquetier; et Charles Joseph Boucquiaux; Maître-verrier   qui revendent leurs parts à Henry Delhay en 1854.
Son comptable M. Delille reprend l'affaire en nom collectif avec P. Verdavaine jusqu'en fin 1873, époque où M. Delille resta seul gérant-directeur sous la raison sociale Delille et Cie. La verrerie emploie 280 ouvriers avec sept fours.

### Vitraux de la mairie d'Aniche

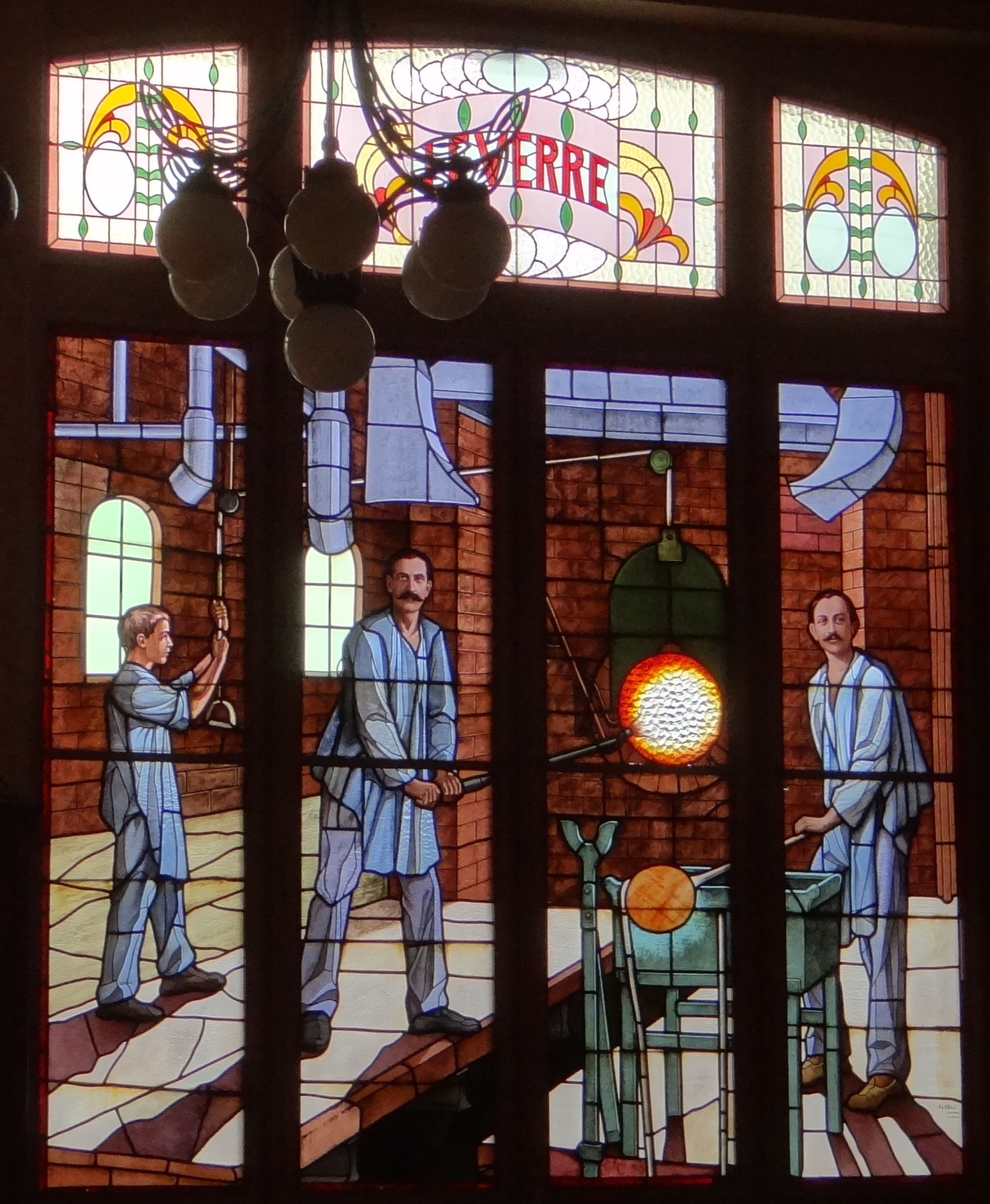
Vitraux d'Alfred Labille dans la salle du conseil de l'hôtel de ville d'Aniche

En 2014, les vitraux d'Alfred Labille représentant la verrerie, la mine et l'agriculture en l'hôtel de ville d'Aniche affichaient leur 90 ans.

### Plaques photographiques
La verrerie de Delhay est présente à l'Exposition universelle de 1862 de Londres, en présentant ses plaques photographiques.

## Sovirel
La licence Pyrex fut ramenée vers 1930 des États-Unis par Eugéne Gentil, administrateur de la compagnie Saint-Gobain.
Créée en 1953, la société Pyrex devient Sovirel en 1955.
La Société des verreries industrielles réunies du Loing, ou en abrégé SOVIREL, a son siège à Bagneaux-sur-Loing. Sovirel est spécialisée dans le verre technique.
Le site d'Aniche va ainsi se spécialiser dans la production de verre alimentaire Pyrex.L’apport technique vient de la compagnie américaine Corning Glass Works qui deviendra propriétaire de la verrerie en 1972 avec 350 personnes travaillant dans l’entreprise, l'effectif monta à 530 personnes.
Le premier choc pétrolier des années 1970 signe un fort ralentissement de l'activité verrière, et un plan de licenciement vise soixante-quinze licenciements le 31 mai 1978. Georges Hage intervient à l'Assemblée nationale pour du chômage partiel.
L’usine change de nom Sicover en 1982 et se déclare en cessation de paiement le 3 mai 1995.
Sicover Aniche ferme ses portes en 1996. Elle est reprise à cette date par Dominique Dupuis pour exploiter le verre de protection pour soudeurs puis la société Xelux.
La marque Pyrex sera rachetée en 2006 par Arc International.

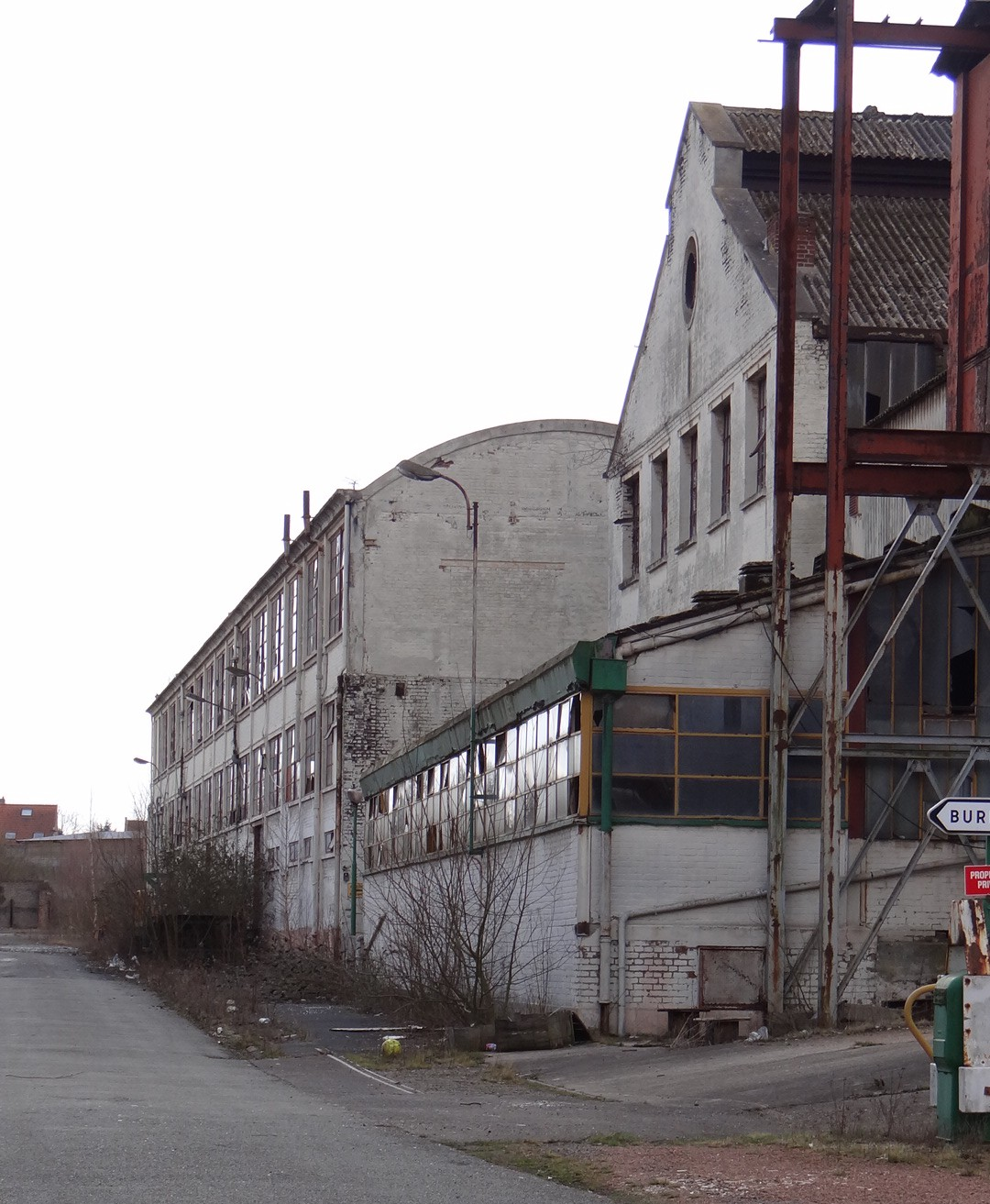
Verrerie Sovirel d'Aniche en 2015
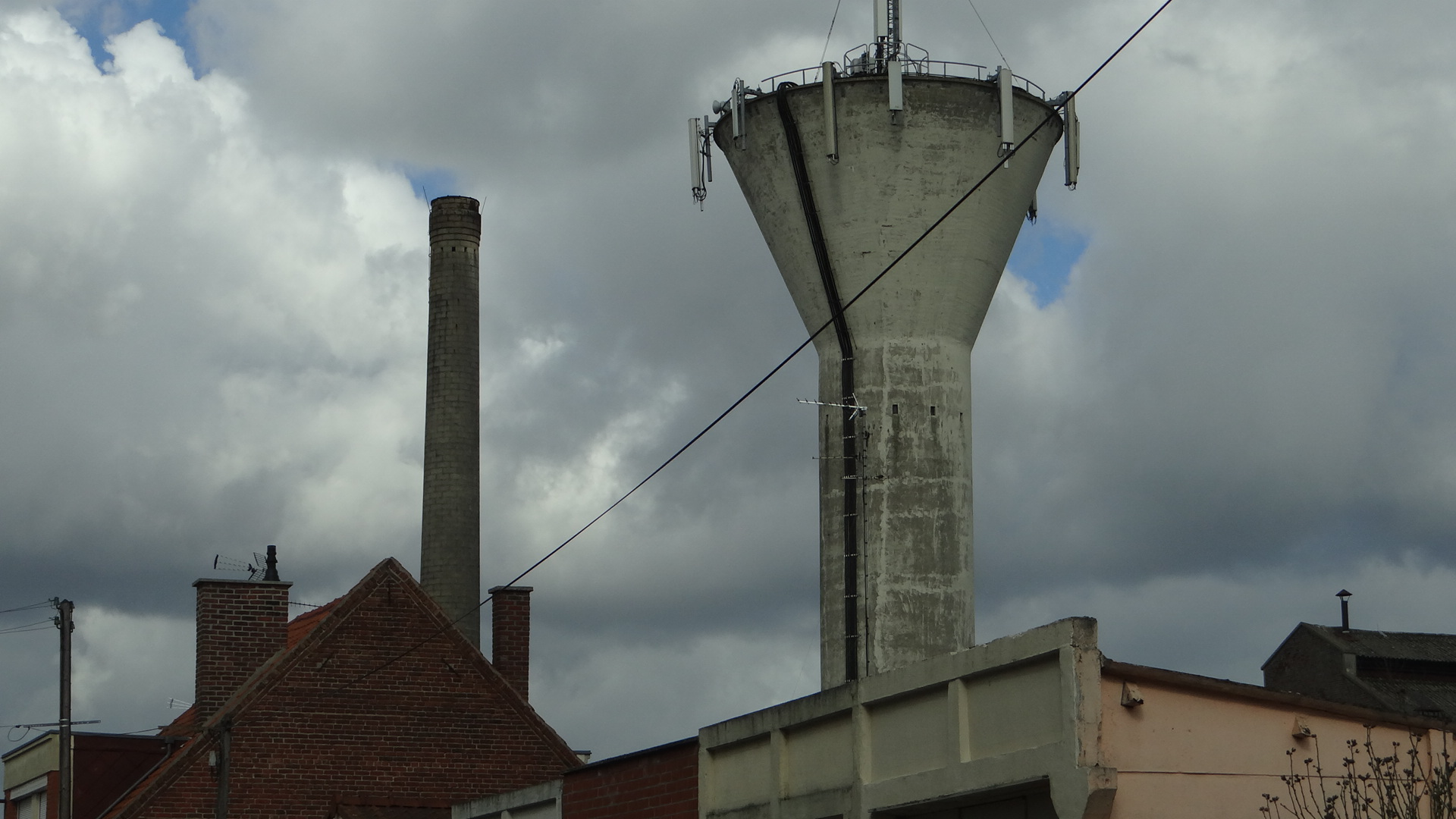
Verrerie Sovirel d'Aniche en 2015
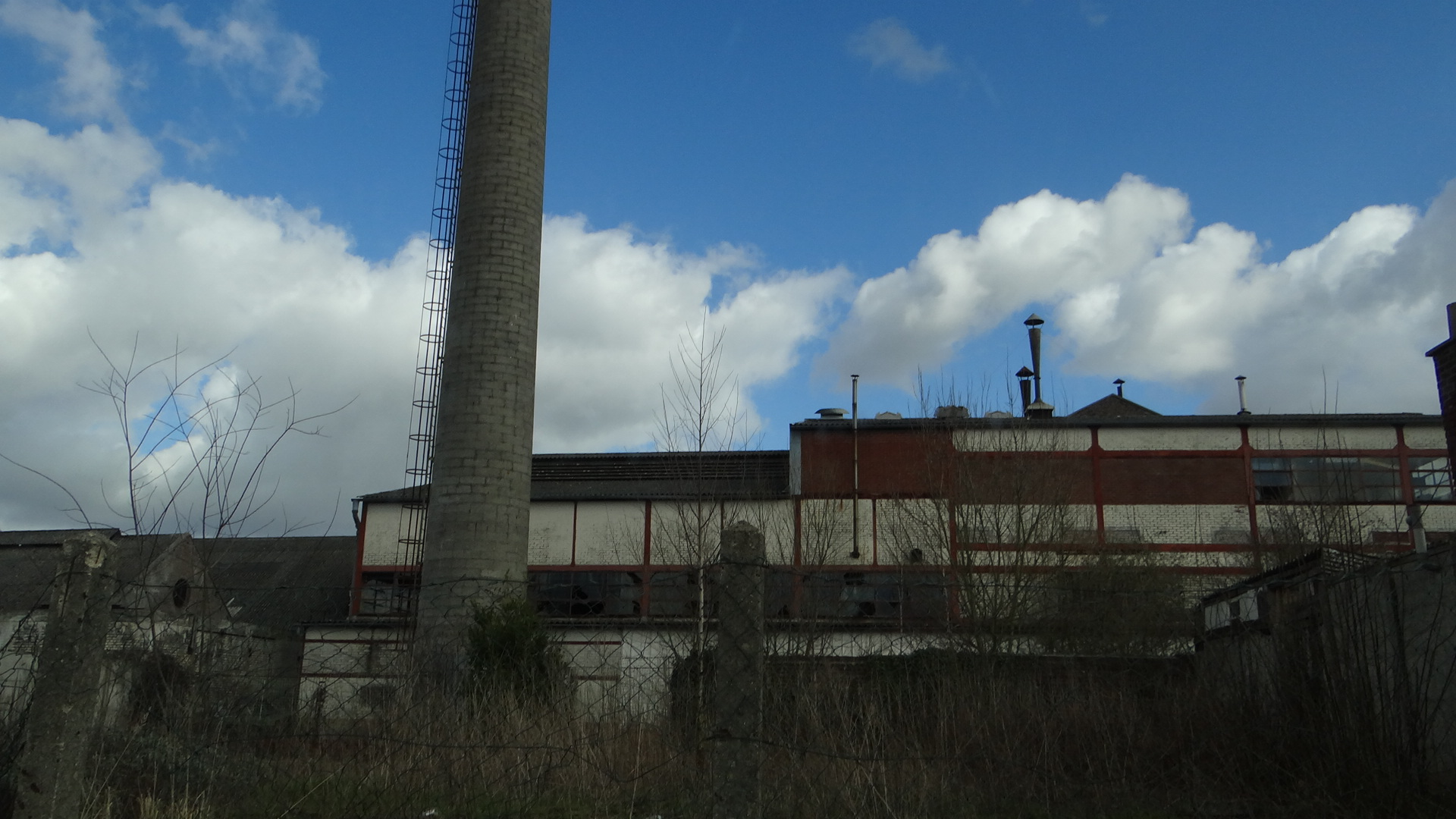
Verrerie Sovirel d'Aniche en 2015
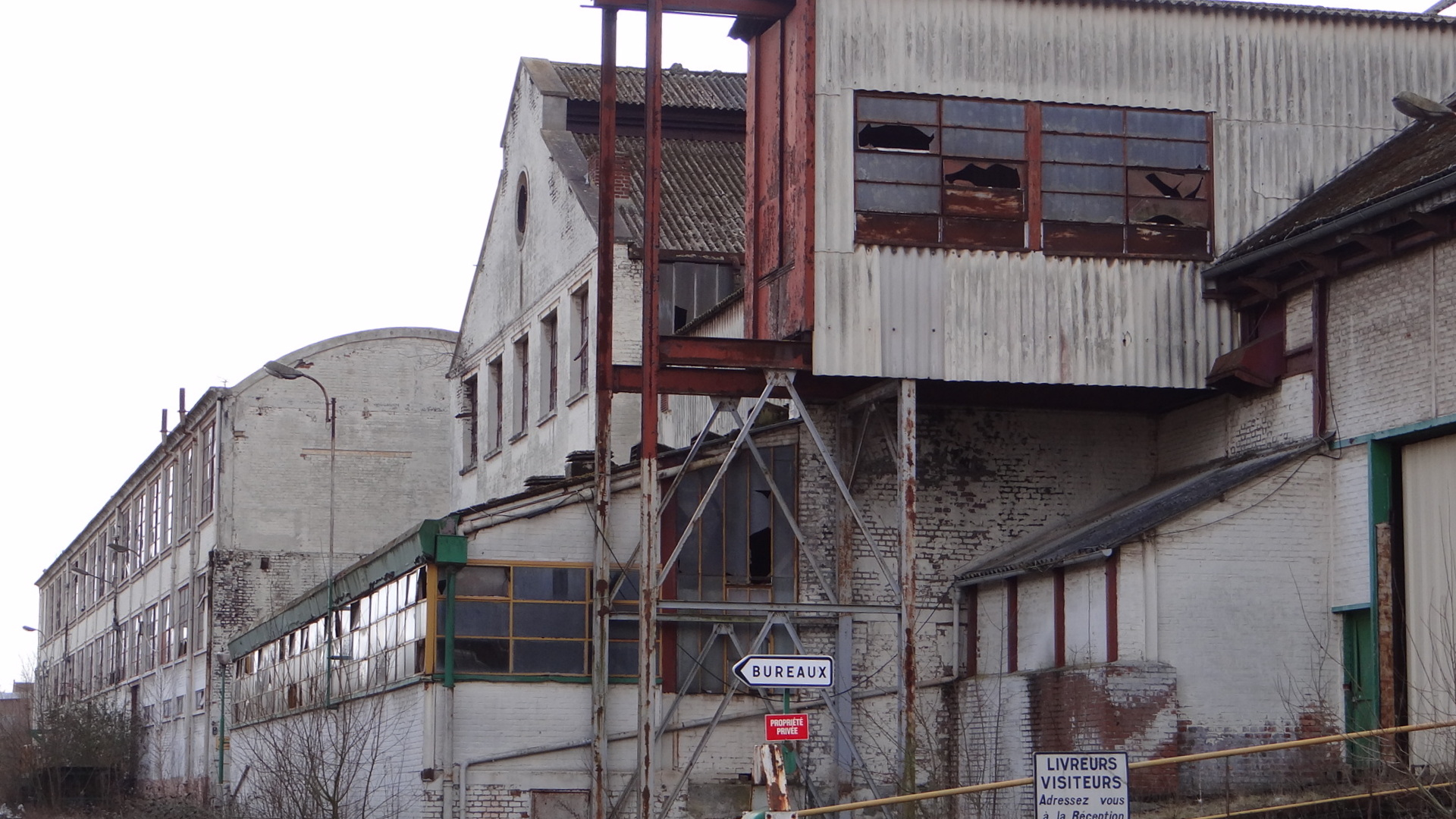
Verrerie Sovirel d'Aniche en 2015
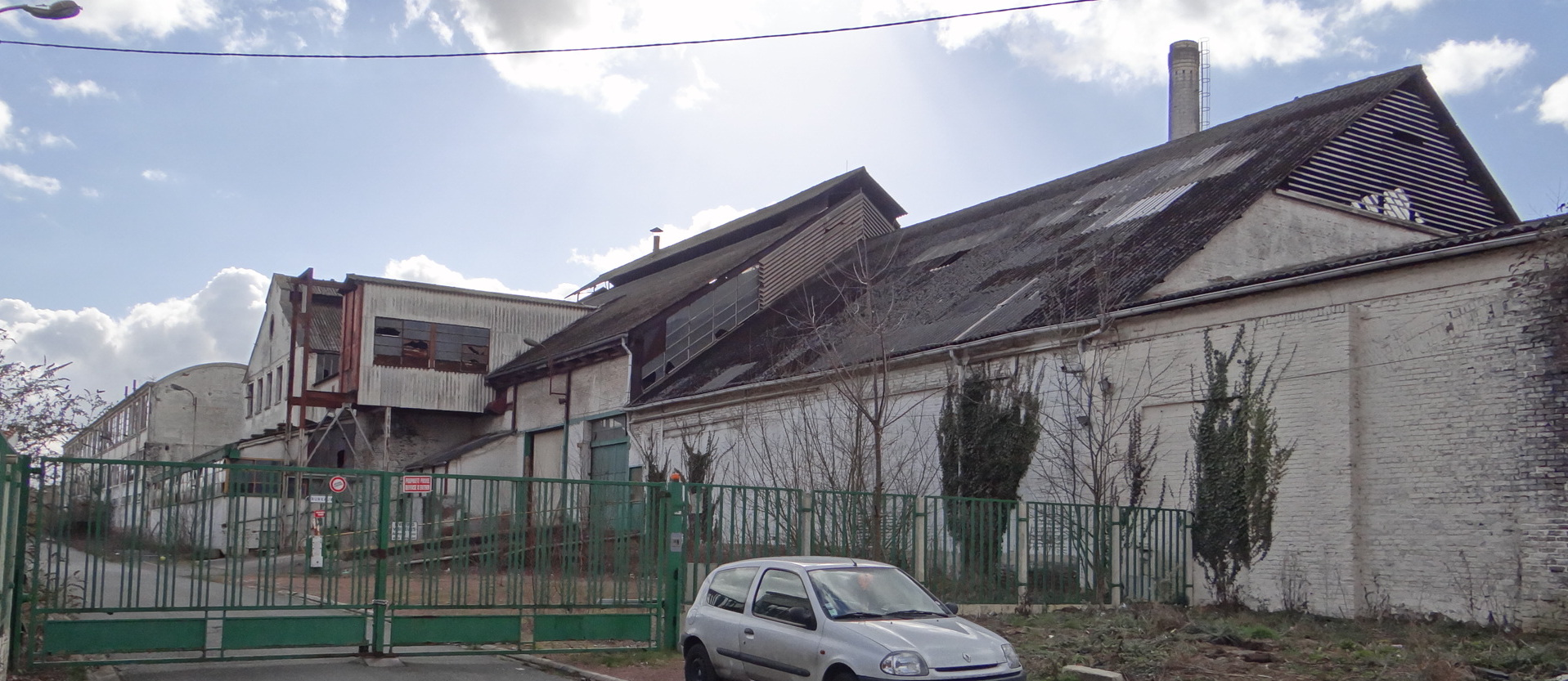
Verrerie Sovirel d'Aniche en 2015

## Cité Saint-Martin

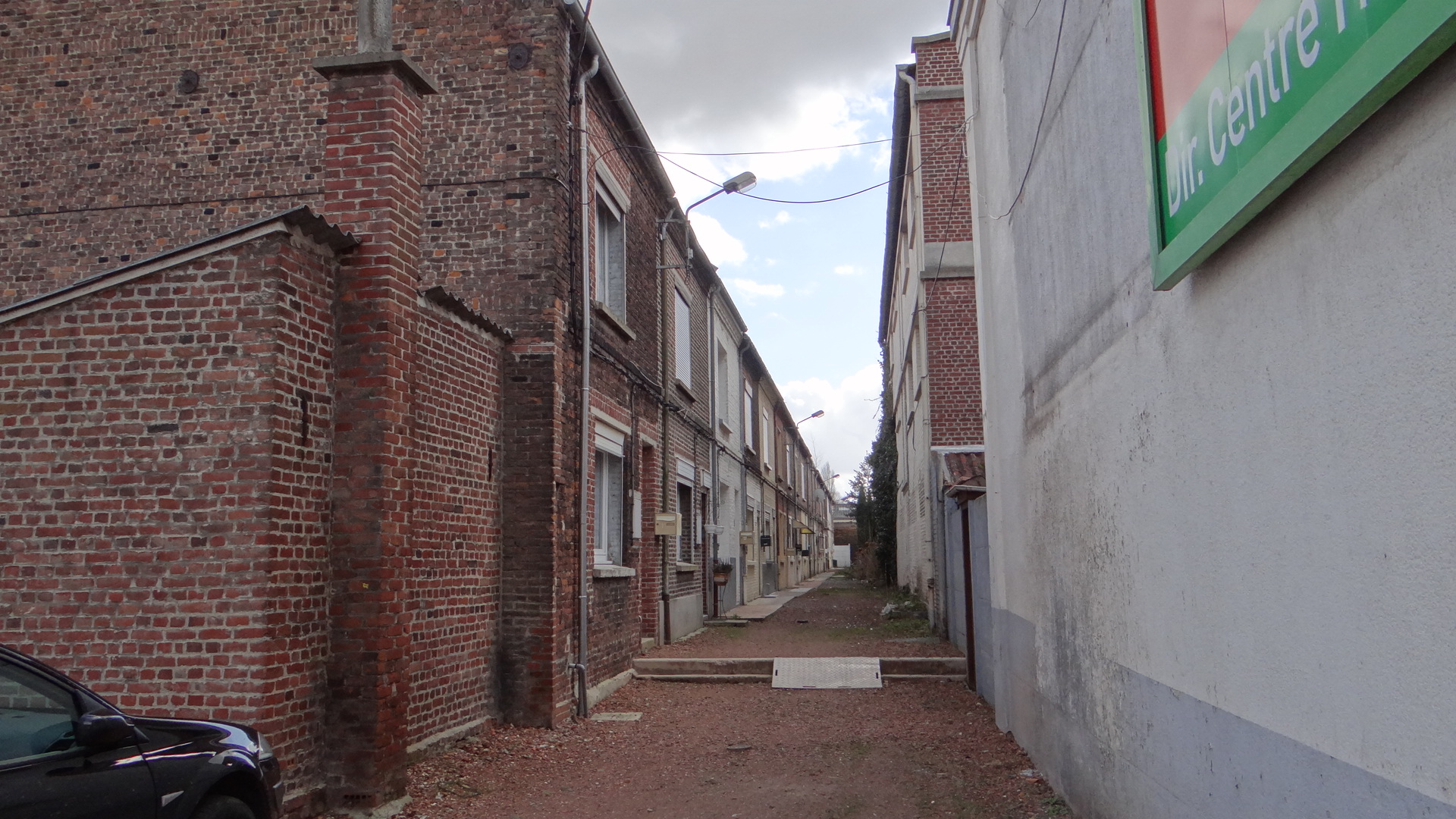
Verrerie Sovirel d'Aniche en 2015

Les verriers étaient logés à proximité de l'usine. Au cadastre de 1873, figure 2 bandes de 25 logements avec jardins. En 2015, il ne subsiste que le coron le plus proche de l'usine.

## Xelux
Cette entreprise fabriquait des filtres à cristaux liquides. Elle cessa son activité le 30 novembre 2007.

## Hold-up de 2007 et 2008

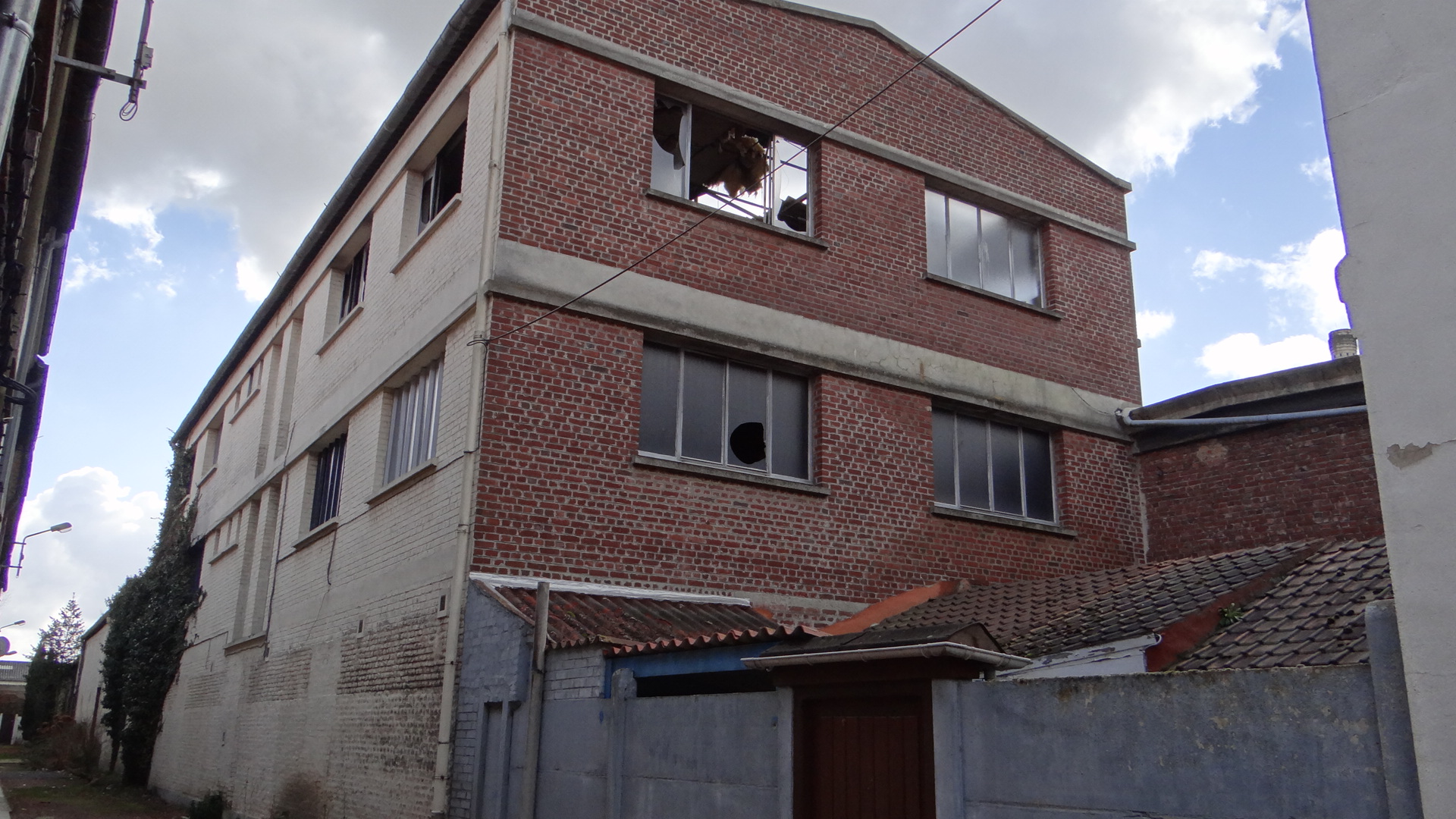
Verrerie Sovirel d'Aniche en 2015 après l'incendie

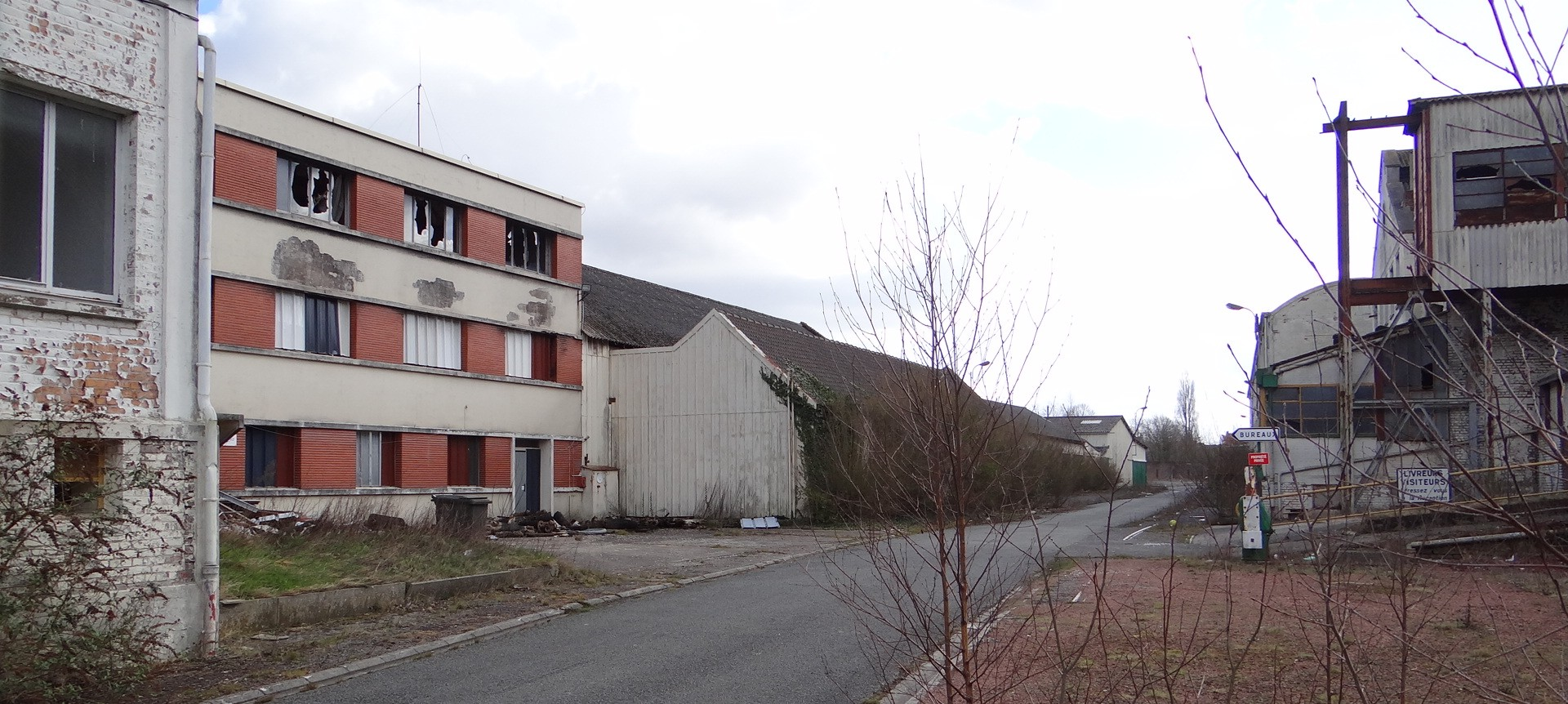
Verrerie Sovirel d'Aniche en 2015

Le site est loué partiellement pour une activité de transport de fonds par la société DPS 2. Trois braquages successifs, les 25 juillet 2007, 25 juin et 21 août 2008, vont entraîner la fermeture de cette activité.

## Incendie de 2014
Le 21 mai 2014, le site est détruit par un incendie dans la zone des anciens bureaux.

## Déconstruction
Le site est déconstruit ne laissant subsister que le château d'eau pour un usage de support d'antennes.